# درد راست‌روده
درد راست‌روده یا پروکتالژیا (Proctalgia) دردی است در ناحیهٔ نشیمن.
بیماران مبتلا به این ضایعه با درد شدید و حمله‌ای ناحیهٔ راست‌روده‌ای (رکتال) و ناحیهٔ خاجی-دنبالچه‌ای (ساکروکوکسیژیال) که اغلب شب‌ها اتفاق می‌افتد مراجعه می‌کنند، به‌صورتی که گاه پزشک که دچار سردرگمی تشخیصی شده حتی ممکن است به بیماران توصیهٔ عمل جراحی کند. مدت درد ممکن است از چند ثانیه تا چندین دقیقه طول بکشد و سپس به‌طور کامل برطرف می‌شود. این حملات درد غیرمکرر در نیمی از بیماران کمتر از ۵ بار در سال اتفاق می‌افتد و در برخی دیگر میزان تکرار درد حتی تا ۱۸۰ بار در سال گزارش شده است. 
علایم ضایعات ناحیهٔ آنورکتال بسیار شبیه هم‌اند و بسیاری از آن‌ها علایم همدیگر را تقلید می‌کنند.
درد راست‌روده در کتب پزشکی کمتر مورد اشاره قرار گرفته است و شاید برخی از ما از وجود آن باخبر نباشیم، بنابراین ارزیابی تشخیصی آن نیز قهراً محدود است. از سوی دیگر، بسیاری از بیمارانی هم که دچار درد راست‌روده هستند دنبال بررسی‌ها و درمان‌های طبی آن نمی‌روند زیرا شدت درد مختصر و غیرمکرر است و خود نیز مایل به پیدا کردن علت این درد مقعدی نیستند زیرا هم اسباب‌ تشخیصی این بیماری دردناک است و هم از امکان تشخیص بیماری‌های مهلک می‌هراسند. 
در ناحیهٔ مقعدی دو سندروم درد کارکردی وجود دارد: 
.۱ درد راست‌روده زودگذر (Proctalgia Fogax)
۲. نشانگان عضلهٔ بالابرندهٔ مقعدی (Levator Ani Syndrome).
هر دو حالت فوق از جمله دردهای خوش‌خیم ناحیهٔ آنورکتال با علت نامشخص هستند، ولی علی‌رغم خوش‌خیمی، برای بیماران ایجاد اضطراب می‌کنند و حتی ممکن است موجب برخی اختلافات زناشویی شوند.